# ثابت بن بندار الدينوري
ثابت بن بندارابن إبراهيم بن بندار الدينوري،هو عالمٌ مسلمٌ من علماء الحديث النبوي من مدينة بغداد، وُلِدَ في القرن 5 هـ في عام 416 هـ
قال عنه الذهبي رحمه الله: الشيخ الإمام، المقرئ المجود، المحدث الثقة، بقية المشايخ أبو المعالي الدينوري، ثم البغدادي البقال
ولد سنة ست عشرة وأربعمائة وطلب العلم في حداثته .

## روايته للحديث النبوي
- حدّث عنه: : يحيى بن ثابت
- حدّث عنه بالإجازة : الفقيه نصر بن إبراهيم المقدسي
- سَمِعَ عن : أبا القاسم الحرفي، وأبا بكر البرقاني ، وأبا علي بن شاذان، وعثمان بن دوست، وأبا علي بن دوما، وعدة، وتلا على ابن الصقر الكاتب، وأبي العلاء الواسطي، وأبي ثعلب الملحمي، وغيرهم .
- سمع منه : موطأ القعنبي - وإسماعيل بن السمرقندي، وابن ناصر، وعبد الخالق اليوسفي، وأبو طاهر السلفي، وأحمد بن المبارك المرقعاتي، وعمر بن بنيمان، وأخوه أحمد، وشهدة الكاتبة، وخلق .
- قرأ عليه : أبو محمد سبط الخياط، وأبو الفضل أحمد بن شنيف، وطائفة .